# −7 (tal)
−7 (minus sju) är det negativa heltal som följer −8 och följs av −6.

## Inom matematiken
Talet −7 definieras som den additiva inversen till 7, det vill säga det tal vars summa med 7 är lika med 0.